# Дадиља Макфи
Дадиља Макфи (енгл. Nanny McPhee) је драмедијски и фантастични филм из 2005. године, у режији Кирка Џоунса, по сценарију Еме Томпсон. Темељи се на роману Дадиља Марилда Кристијане Бранд. Главне улоге глуме: Томпсонова, Колин Ферт, Томас Сангстер, Кели Макдоналд и Анџела Ленсбери.
Приказан је 28. октобра 2005. у Уједињеном Краљевству, односно 27. јануара 2006. у САД. Наставак, Дадиља Макфи и велики прасак, приказан је 2010. године.

## Радња
Дадиља Макфи долази у кућу удовца Брауна да би покушала да укроти његово седморо деце. Њена застрашујућа појава и још страшније моћи вратиће ствари под контролу до те мере да ће је мале напасти јако заволети, а удовац Браун покушаће да одгонетне шта се крије у овој мистериозној жени која почиње да му заокупља пажњу.

## Улоге
| Глумац             | Улога             |
| ------------------ | ----------------- |
| Ема Томпсон        | дадиља Макфи      |
| Колин Ферт         | Седрик Браун      |
| Томас Сангстер     | Сајмон Браун      |
| Кели Макдоналд     | Еванџелин         |
| Анџела Ленсбери    | Аделејд Стич      |
| Елајза Бенет       | Тора Браун        |
| Рафаел Колман      | Ерик Браун        |
| Џенифер Реј Дејкин | Лили Браун        |
| Самјуел Хонивуд    | Себастијан Браун  |
| Холи Гибс          | Криси Браун       |
| Хиби Барнс         | Оги Браун         |
| Зинија Барнс       | Оги Браун         |
| Силија Имри        | Селма Квики       |
| Имелда Стонтон     | госпођа Бладервик |
| Дерек Џејкоби      | господин Винан    |
| Патрик Барлоу      | господин Џоулс    |
| Адам Годли         | викар             |
| Клер Даунс         | дадиља Ветстоун   |
| Филида Ло          | госпођа Партриџ   |